# Neil Staebler

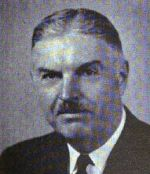
Neil Staebler

Neil Oliver Staebler (* 11. Juli 1905 in Ann Arbor, Michigan; † 8. Dezember 2000 ebenda) war ein US-amerikanischer Politiker. Zwischen 1963 und 1965 vertrat er den Bundesstaat Michigan im US-Repräsentantenhaus.

## Werdegang
Neil Staebler besuchte bis 1922 die Ann Harbor High School und studierte danach bis 1926 an der University of Michigan. In den Jahren 1942 und 1943 arbeitete er für das Office of Price Administration. Zwischen 1943 und 1945 diente Staebler während des Zweiten Weltkrieges als Soldat in der US Navy. Nach dem Krieg begann er als Mitglied der Demokratischen Partei eine politische Laufbahn. Zwischen 1950 und 1961 war er Parteivorsitzender der Demokraten in Michigan. In den Jahren 1961 bis 1964 sowie nochmals von 1965 bis 1968 gehörte er auch dem Democratic National Committee an. Zwischen 1952 und 1968 war er Delegierter zu den jeweiligen Democratic National Conventions. Im Jahr 1962 war Staebler Gastprofessor an der University of Massachusetts.
Bei den Kongresswahlen des Jahres 1964 wurde er staatsweit für den neu eingerichteten 19. Sitz von Michigan in das US-Repräsentantenhaus in Washington, D.C. gewählt, wo er am 3. Januar 1965 sein neues Mandat antrat. Da er im Jahr 1966 auf eine weitere Kandidatur verzichtete, konnte er bis zum 3. Januar 1967 nur eine Legislaturperiode im Kongress absolvieren. Diese war von den Ereignissen des Vietnamkrieges und der Bürgerrechtsbewegung bestimmt. Im Jahr 1964 kandidierte Staebler für das Amt des Gouverneurs von Michigan, wobei er auf 43,7 Prozent der Stimmen kam und damit dem republikanischen Amtsinhaber George W. Romney unterlag. Zwischen 1975 und 1978 war er Mitglied der Bundeswahlkommission. Er starb am 8. Dezember 2000 im Alter von 95 Jahren an den Folgen der Alzheimer-Krankheit.